# Tomo Inouye
Tomo Inouye (nacida en 1870) fue una homeópata japonesa formada en la Facultad de Medicina de la Universidad de Míchigan. Fue la fundadora de la Sociedad de Mujeres Médicas Japonesas.

## Biografía
Inouye nació en Fukuoka. Asistió a una escuela de niñas metodistas en Nagasaki, Japón .

## Educación
Comenzó a estudiar medicina homeopática con una médica estadounidense, Mary A. Gault, que estaba casada con un japonés y que dirigía una clínica en Nagasaki. 
En 1898, se graduó en el Cleveland Homeopathic Medical College. Fue la única mujer de un grupo de ocho estudiantes japoneses matriculados en la Universidad de Míchigan en 1900. Obtuvo su título de medicina en 1901 y recibió la licencia de medicina japonesa en 1903.

## Carrera
Fue delegada en la cuarta conferencia mundial de la Women's Christian Temperance Union en Toronto en 1897. Regresó a Japón después de la escuela de medicina  y fue médica en ejercicio en Tokio . También fue nombrada inspectora médica para las escuelas de Tokio e impartió clases de higiene y salud. Estuvo activa con la YWCA de Japón.  
En 1920, volvió a visitar su alma mater con Ida Kahn, la primera mujer china que se graduó de la escuela. Ambas mujeres estaban en Estados Unidos para asistir a la Conferencia Internacional de Mujeres Médicas en la ciudad de Nueva York en 1919. 
Fundó la Sociedad de Mujeres Médicas Japonesas, y fue miembro fundador y miembro de la junta general de la Sociedad Internacional de Mujeres Médicas (MWIA) en 1919. En 1923, dirigió un proyecto de socorro de mujeres médicas que respondían al gran terremoto de Kantō de 1923. 